# Secamone trichostemon
Secamone trichostemon är en oleanderväxtart som beskrevs av Klack.. Secamone trichostemon ingår i släktet Secamone och familjen oleanderväxter. Inga underarter finns listade i Catalogue of Life.